# 10986 Govert
A 10986 Govert (ideiglenes jelöléssel 4313 T-3) a Naprendszer kisbolygóövében található aszteroida. Cornelis Johannes van Houten,  Ingrid van Houten-Groeneveld és Tom Gehrels fedezte fel 1977. október 16-án.